# Женнвільє Південний
Женнвільє́ Півде́нний (фр. Gennevilliers-Sud) — кантон у Франції, в департаменті О-де-Сен регіону Іль-де-Франс.

## Склад кантону
Кантон включає в себе 1 муніципалітет:
| Муніципалітет | Площа | Населення, осіб | Рік  |
| ------------- | ----- | --------------- | ---- |
| Женнвільє*    | -     | 20660           | 1999 |

* — лише південна частина міста Женнвільє
| Франція | Це незавершена стаття з географії Франції. Ви можете допомогти проєкту, виправивши або дописавши її. |